# Paalijärvi (sjö i Riihimäki, Egentliga Tavastland)
Paalijärvi är en sjö i kommunen Riihimäki i landskapet Egentliga Tavastland i Finland. Sjön ligger 94,3 meter över havet. Arean är 76 hektar och strandlinjen är 4,56 kilometer lång. Sjön  ingår i Vanda å huvudavrinningsområde.   Den ligger omkring 36 km söder om Tavastehus och omkring 58 km norr om Helsingfors. 